# اکسی‌تری‌فلوئورید وانادیم (V)
اکسی‌تری‌فلوئورید وانادیم(V) (به انگلیسی: Vanadium(V) oxytrifluoride) با فرمول شیمیایی F۳OV یک ترکیب شیمیایی است. که جرم مولی آن ۱۲۳٫۹۵۹۹ g/mol می‌باشد. شکل ظاهری این ترکیب، جامد سفید است.